# Oxford United FC
Az Oxford United FC egy 1893-ban alapított angol labdarúgócsapat. Jelenleg az angol harmadosztályban (Conference National) szerepelnek.
A csapat színei sárga és kék. Otthonuk a Kassam stadion Oxfordban 12,500 férőhelyes. A csapat 2001-ben költözött ide korábbi stadionjukból, a Manor Ground-ról, ahol 76 évig játszottak.

## Játékosok
2011. február 23. szerint

### Jelenlegi keret
| #  |         | Poszt | Név                              |
| -- | ------- | ----- | -------------------------------- |
| 1  | angol   | K     | Ryan Clarke                      |
| 2  | angol   | V     | Damian Batt                      |
| 3  | angol   | V     | Anthony Tonkin                   |
| 4  | angol   | KP    | Paul McLaren                     |
| 5  | francia | V     | Djoumin Sangare                  |
| 6  | angol   | V     | Jake Wright                      |
| 8  | angol   | KP    | Simon Heslop                     |
| 9  | angol   | CS    | James Constable (csapatkapitány) |
| 10 | angol   | CS    | Jack Midson                      |

| #  |       | Poszt | Név              |
| -- | ----- | ----- | ---------------- |
| 11 | angol | KP    | Simon Clist      |
| 14 | angol | KP    | Asa Hall         |
| 15 | angol | CS    | Alfie Potter     |
| 16 | angol | CS    | Simon Hackney    |
| 17 | angol | KP    | Mitchell Cole    |
| 21 | angol | K     | Simon Eastwood   |
| 22 | angol | V     | Harry Worley     |
| 24 | angol | CS    | Matthew Green    |
| 29 | angol | CS    | Tom Craddock     |
| 33 | angol | CS    | Lawrence Gaughan |

Forrás: Letöltve a  oldalról

## Sikerei
- Southern League
  - Premier Division bajnok: 1952–53, 1960–61, 1961–62
  - Presmier Division ezüstérmes: 1953–54, 1959–60
- Southern Ligakupa
  - Győztes: 1952–53, 1953–54
- Football League
  - A Premiership előtt
    - Másodosztály: bajnok 1984–85
    - Harmadosztály: bajnok 1967–68, 1983–84

  - A Premiership után
    - Másodosztály: ezüstérmes 1995–96
- FA Kupa
  - Legjobb szezon: 6. kör, 1962-63
- Angol Ligakupa
  - Győztes: 1986